# Plagithmysus greenwelli
Plagithmysus greenwelli là một loài bọ cánh cứng trong họ Cerambycidae.